# Cryptothele doreyana
Cryptothele doreyana là một loài nhện trong họ Zodariidae.
Loài này thuộc chi Cryptothele. Cryptothele doreyana được Eugène Simon miêu tả năm 1890.